# 異鄉人，美國夢
《異鄉人，美國夢》（英語：Little America）是为Apple TV+制作的美国流媒体电视连续剧独立单元剧。它于2020年1月17日首播。 该系列于 2019 年 12 月在系列首映之前续订了第二季。 在烂番茄上，該單元劇的评分为95%。